# Gary Chapman (pływak)
Gary Arthur Chapman (ur. 17 września 1937 w Brighton-Le-Sands, zm. 23 września 1978 niedaleko Little Bay), australijski pływak. Medalista olimpijski z Melbourne.
Specjalizował się w stylu dowolnym. Zawody w 1956 były jego jedynymi igrzyskami olimpijskimi. Indywidualnie był trzeci na 100 m kraulem, płynął również w eliminacjach sztafety 4 × 200 m kraulem. Australijczycy, w zmienionym składzie, zwyciężyli w finale. Był medalistą igrzysk Imperium Brytyjskiego i Wspólnoty Brytyjskiej w 1954 i 1958. Karierę zakończył w 1959. Zginął w wypadku na morzu, nigdy nie znaleziono jego ciała.